# Cantonul Massy-Ouest
Cantonul Massy-Ouest este un canton din arondismentul Palaiseau, departamentul Essonne, regiunea Île-de-France, Franța.

## Comune
| Comune | Populație (1999) | Cod poștal | Cod INSEE   |
| ------ | ---------------- | ---------- | ----------- |
| Massy  | 42.258 hab.      | 91300      | 91 3 98 377 |